# Whitey Herzog
Dorrel Norman Elvert Herzog, detto Whitey (New Athens, 9 novembre 1931 – Saint Louis, 15 aprile 2024), è stato un giocatore di baseball e allenatore di baseball statunitense che giocò nel ruolo di esterno nella Major League Baseball (MLB). Fu introdotto nella National Baseball Hall of Fame nel 2010 per i suoi meriti come manager.

## Carriera
Herzog debuttò nella MLB come giocatore nel 1956 con i Washington Senators. Dopo avere chiuso la carriera nel 1963, occupò vari ruoli nella Major League Baseball, tra cui osservatore, manager, general manager e direttore del farm system. I primi successi come manager li ottenne alla guida dei Kansas City Royals, che guidò a tre apparizioni ai playoff consecutive tra il 1976 e il 1978. Nel 1980 fu assunto da Gussie Busch come manager dei St. Louis Cardinals, che guidò alla vittoria delle World Series nel 1982 e ad altre due apparizioni in finale nel 1985 e nel 1987.
Lo stile di gioco di Herzog fu soprannominato "Whiteyball" basato sui lanci, sulla velocità e sulla difesa per vincere le partite, piuttosto che sui fuoricampo. Herzog improntò le sue strategie di giocò grazie a una formazione generalmente di uno o più ladri di basi all'inizio dei turni di battuta, con battitori potenti come George Brett o Jack Clark come terzi o quarti, protetti da battitori con meno potenza, seguiti da altri giocatori adatti a rubare le basi. Questa tattica consentì a Herzog di mantenere basso il monte stipendi delle squadra, permettendogli di vincere regolarmente su stadi con alte recinzioni e terreni artificiali, caratteristiche rispecchianti il Royals Stadium (ora Kauffman Stadium) e il Busch Memorial Stadium durante la sua carriera come allenatore.
Un aspetto meno noto (all'epoca) della filosofia offensiva di Herzog fu la sua preferenza per i battitori pazienti con alte percentuali di arrivo in base: fra questi giocatori ai Royals vi furono Brett, Hal McRae e Amos Otis mentre ai Cardinals Clark, Keith Hernandez, José Oquendo e Ozzie Smith, oltre che Darrell Porter, che giocò per Herzog sia Kansas City che a St. Louis.

## Palmarès

### Club
- World Series: 1

St. Louis Cardinals: 1982

### Individuale
- Manager dell'anno della National League

1985
- Numero 24 ritirato dai St. Louis Cardinals
- Kansas City Royals Hall of Fame
- St. Louis Cardinals Hall of Fame

## Record come manager
| Squadra             | Da     | A      | Stagione regolare | Stagione regolare | Stagione regolare | Stagione regolare | Playoff | Playoff | Playoff | Playoff |
| Squadra             | Da     | A      | P                 | V                 | S                 | %                 | P       | V       | S       | %       |
| ------------------- | ------ | ------ | ----------------- | ----------------- | ----------------- | ----------------- | ------- | ------- | ------- | ------- |
| Texas Rangers       | 1973   | 1973   | 138               | 47                | 91                | .341              | —       | —       | —       | —       |
| California Angels   |        | 1974   | 4                 | 2                 | 2                 | .500              | —       | —       | —       | —       |
| Kansas City Royals  | 1975   | 1979   | 714               | 410               | 304               | .574              | 14      | 5       | 9       | .357    |
| St. Louis Cardinals | 1980   | 1980   | 73                | 38                | 35                | .521              | —       | —       | —       | —       |
| St. Louis Cardinals | 1981   | 1990   | 1477              | 784               | 693               | .531              | 37      | 21      | 16      | .568    |
| Totale              | Totale | Totale | 2406              | 1281              | 1125              | .532              | 51      | 26      | 25      | .510    |
| Note:               |        |        |                   |                   |                   |                   |         |         |         |         |